# Relações entre Polônia e Vietnã
As relações entre a Polônia e o Vietnã são as relações atuais e históricas entre os países. A Polônia tem uma embaixada em Hanói e o Vietnã tem uma embaixada em Varsóvia.
A relação entre essas duas nações pode ser descrita como especial porque ambas compartilham paralelos históricos, embora sejam muito diferentes culturalmente e estejam geograficamente muito distantes. Tanto a Polônia quanto o Vietnã tiveram uma longa história de lutas contra invasores estrangeiros poderosos, como a Rússia, a Alemanha e a China. Essas lutas históricas compartilhadas são mencionadas no poema vietnamita My dear, Poland do poeta vietnamita Tố Hữu.

## História
Embora as duas nações tenham pouco em comum devido às suas posições geográficas, elas compartilham paralelos históricos. Tanto a Polônia quanto o Vietnã ficaram marcadas por terem repelido as invasões de dois dos impérios mais poderosos da história; a Polônia repeliu a invasão do Império Otomano e o Vietnã repeliu a invasão do Império Mongol. A Polônia produziu heróis nacionais como João III Sobieski, Józef Piłsudski, Józef Poniatowski, Witold Pilecki, Tadeusz Kościuszko, Casimir Pulaski, Witold Urbanowicz e o Papa João Paulo II; Enquanto o Vietnã tem Ngô Quyền, Trần Hưng Đạo, Võ Nguyên Giáp, Phan Bội Châu, Irmãs Trưng, Nguyễn An e Lý Long Tường. Algumas dessas figuras também são reverenciadas fora de suas nações. Por exemplo, Urbanowicz é popular na Grã-Bretanha. Pulaski e Kościuszko são reverenciados nos EUA. Lý Long Tường é uma figura bem conhecida na Coreia e Nguyễn An é bem conhecido na China.
As duas nações também compartilham alguns pontos em comum no que diz respeito à brutalidade com que foram tratadas pelas potências estrangeiras. Em suas longas lutas históricas pela independência, os poloneses e os vietnamitas tiveram que lutar contra muitos invasores poderosos. Em geral, a Polônia e o Vietnã tiveram que lutar contra os Estados da Rússia/Alemanha e a China, respectivamente, e ambos sofreram destruição e devastação com muita frequência.
Na história recente, ambos os países também foram ocupados por nações poderosas. A Polônia foi ocupada pela Alemanha Nazista e pela União Soviética, enquanto o Vietnã foi ocupado pela França de Vichy e pelo Império Japonês durante a Segunda Guerra Mundial. Eles foram vítimas brutais de massacres lançados por essas forças imperiais.
A Polônia iniciou a Revolta de Varsóvia para resistir à ocupação alemã e os vietnamitas iniciaram a Revolução de Agosto para lutar contra o domínio colonial dos franceses e japoneses. Dessa forma, o Vietnã recebeu muita simpatia dos colegas poloneses quando eles chegaram ao Vietnã do Norte na década de 1960, e os imigrantes vietnamitas na Polônia também viram o país de forma semelhante devido aos seus paralelos históricos. Quando o Vietnã estava sujeito a condenações e embargos globais levantados pelos Estados Unidos e pela China, tanto o governo polonês quanto o movimento Solidarność expressaram solidariedade à luta do Vietnã contra o Khmer Vermelho no Camboja. Foi um ato que levou ao envio de tropas polonesas para o Camboja sob a missão da ONU para ajudar a estabilizar a situação política no país.
Em 1946, o futuro fundador de Israel, um judeu polonês, David Ben-Gurion, conheceu Hồ Chí Minh em Paris. Seu desejo de estabelecer Israel e a impressão histórica de Ho à Polônia foram considerados como o primeiro laço não oficial entre o Vietnã e a Polônia.
As relações diplomáticas oficiais foram estabelecidas em 1950. Janusz Lewandowski, representante da delegação polonesa durante os Acordos de Genebra em 1954, protestou contra a ideia de separar o Vietnã em duas partes, proposta pelo governo da recém-criada República Popular da China. Para monitorar os Acordos de Genebra, foi criada a Comissão Internacional de Controle, composta por diplomatas e soldados da Polônia, Índia e Canadá. O presidente era sempre indiano, enquanto os canadenses deveriam apoiar o Vietnã do Sul e os poloneses, o Vietnã do Norte. Na prática, a Comissão Internacional de Controle não funcionou como esperado, com a delegação indiana muitas vezes assumindo uma posição mais pró-Norte do que a delegação polonesa, que, ao contrário das expectativas, mostrou-se mais neutra. As relações entre Polônia e Vietnã cresceram a partir dos programas de intercâmbio estudantil das décadas de 1950 e 1980, período em que tanto a Polônia quanto o Vietnã eram repúblicas socialistas sob o domínio da União Soviética. Ambos os estados eram membros do Comecon.

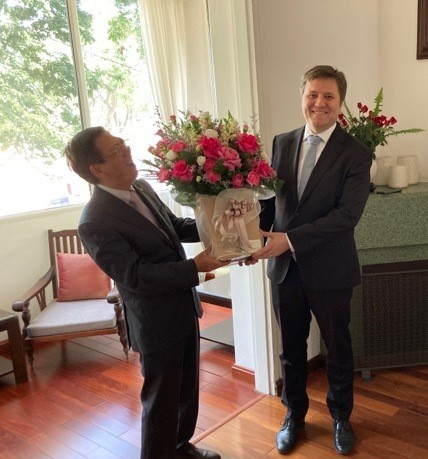
O político vietnamita Nguyễn Thế Thảo e o embaixador da Polônia no Vietnã, Wojciech Gerwel, em Hanói em 2020.

Durante a Guerra do Vietnã, os diplomatas poloneses no Vietnã do Norte colaboraram com os diplomatas italianos no Vietnã do Sul para buscar a paz e acabar com a Guerra do Vietnã. O primeiro esforço foi o "Maneli Affair" de 1963, nomeado em homenagem ao comissário polonês da Comissão Internacional de Controle, Mieczysław Maneli. O "Maneli Affair" envolveu uma proposta para encerrar a guerra e, por fim, estabelecer uma federação do Vietnã do Norte e do Vietnã do Sul. O segundo esforço, em 1966, ficou conhecido como Operação Marigold. Nessa operação, Janusz Lewandowski, da Comissão Internacional de Controle, reuniu-se com o embaixador americano no Vietnã do Sul, Henry Cabot Lodge Jr., apresentando uma oferta em nome do Vietnã do Norte para iniciar conversações de paz, desde que os americanos parassem de bombardear o Vietnã do Norte primeiro.
Após retornarem ao Vietnã, os vietnamitas formados em universidades polonesas geralmente eram os principais especialistas em áreas importantes da economia em desenvolvimento do país, incluindo mineração e construção naval. Na década de 1980, o Hospital da Amizade Polonês-Vietnamita foi construído em Vinh, Vietnã, com a ajuda da Polônia. O hospital continua a ser apoiado pela Polônia, que doa equipamentos médicos e oferece cursos profissionais para os médicos vietnamitas do hospital. Graças aos graduados vietnamitas das universidades polonesas, as obras dos mais renomados escritores poloneses, como Henryk Sienkiewicz, Adam Mickiewicz e Bolesław Prus, foram traduzidas para o vietnamita.
Em 2017, um escritório da Agência Polonesa de Investimento e Comércio foi aberto na Cidade de Ho Chi Minh, na presença do presidente polonês Andrzej Duda. O Vietnã é o maior parceiro comercial da Polônia entre os países da Associação de Nações do Sudeste Asiático (a partir de 2020). Em 1º de agosto de 2020, o Acordo de Livre Comércio União Europeia-Vietnã entrou em vigor, o que eliminou 99% das tarifas no comércio entre o Vietnã e os países da União Europeia, incluindo a Polônia.
Após o surto da pandemia de COVID-19 na Polônia, em março de 2020, o Vietnã ajudou a Polônia enviando 4.000 kits de testes de COVID-19, bem como aventais médicos e luvas para médicos poloneses. A ajuda foi organizada pela comunidade vietnamita na Polônia.
Em agosto de 2021, a Polônia doou mais de 500.000 vacinas contra a COVID-19 ao Vietnã. Em setembro de 2021, mais de 8 toneladas de equipamentos médicos chegaram da Polônia ao Vietnã e, em outubro de 2021, a Polônia doou mais 880.000 vacinas. Durante uma reunião com o embaixador da Polônia no Vietnã, Wojciech Gerwel, o ministro das Relações Exteriores do Vietnã, Bùi Thanh Sơn, expressou gratidão pela doação, enfatizando também a amizade tradicional de longa data entre as nações. O Vietnã é o primeiro país do Sudeste Asiático a receber essa ajuda da Polônia.

### Influência católica polonesa no Vietnã
Ao longo da história de suas relações, a Polônia desempenhou um papel tanto não oficial quanto oficial no crescimento e no desenvolvimento do catolicismo romano no Vietnã, já que esta é a principal religião da Polônia. No século XVII, o jesuíta católico polonês Wojciech Męciński visitou o Vietnã em uma viagem pela Ásia e documentou o Vietnã como o primeiro registro oficial polonês do país.
O Papa João Paulo II, que era descendente de poloneses, canonizou todos os católicos vietnamitas que morreram a partir de 1533 para proteger o cristianismo como mártires vietnamitas em 1988. O Papa polonês aproveitou a oportunidade para estabelecer relações com o Vietnã e reconheceu a importância de Nossa Senhora de La Vang, uma aparição mariana em La Vang. Ele também expressou o desejo de reconstruir a Basílica de La Vang em comemoração ao 200º aniversário da primeira aparição. Sua mensagem foi fundamental, levando o governo do Vietnã a reconhecer a importância de La Vang na história cristã do país. O Papa polonês continuou sendo uma figura reverenciada entre os vietnamitas, tanto católicos quanto não católicos, mesmo quando morreu em 2005. O Papa polonês também foi visto como tendo estabelecido a estrutura para a normalização das relações entre a Santa Sé e o Vietnã.
O arcebispo Marek Zalewski, que é o segundo representante não residencial do Vaticano no Vietnã, é polonês. Ele desempenhou um papel menor, mas facilitou um vínculo não oficial na normalização em andamento entre as relações entre a Santa Sé e o Vietnã, que foi visto como resultado direto da decisão do Vaticano de estabelecer um representante permanente no Vietnã e aceito pelo regime vietnamita, avançando ainda mais para o possível estabelecimento futuro de um vínculo oficial entre as duas entidades e a flexibilização da repressão ao catolicismo no Vietnã pelo regime vietnamita.

## Relações culturais

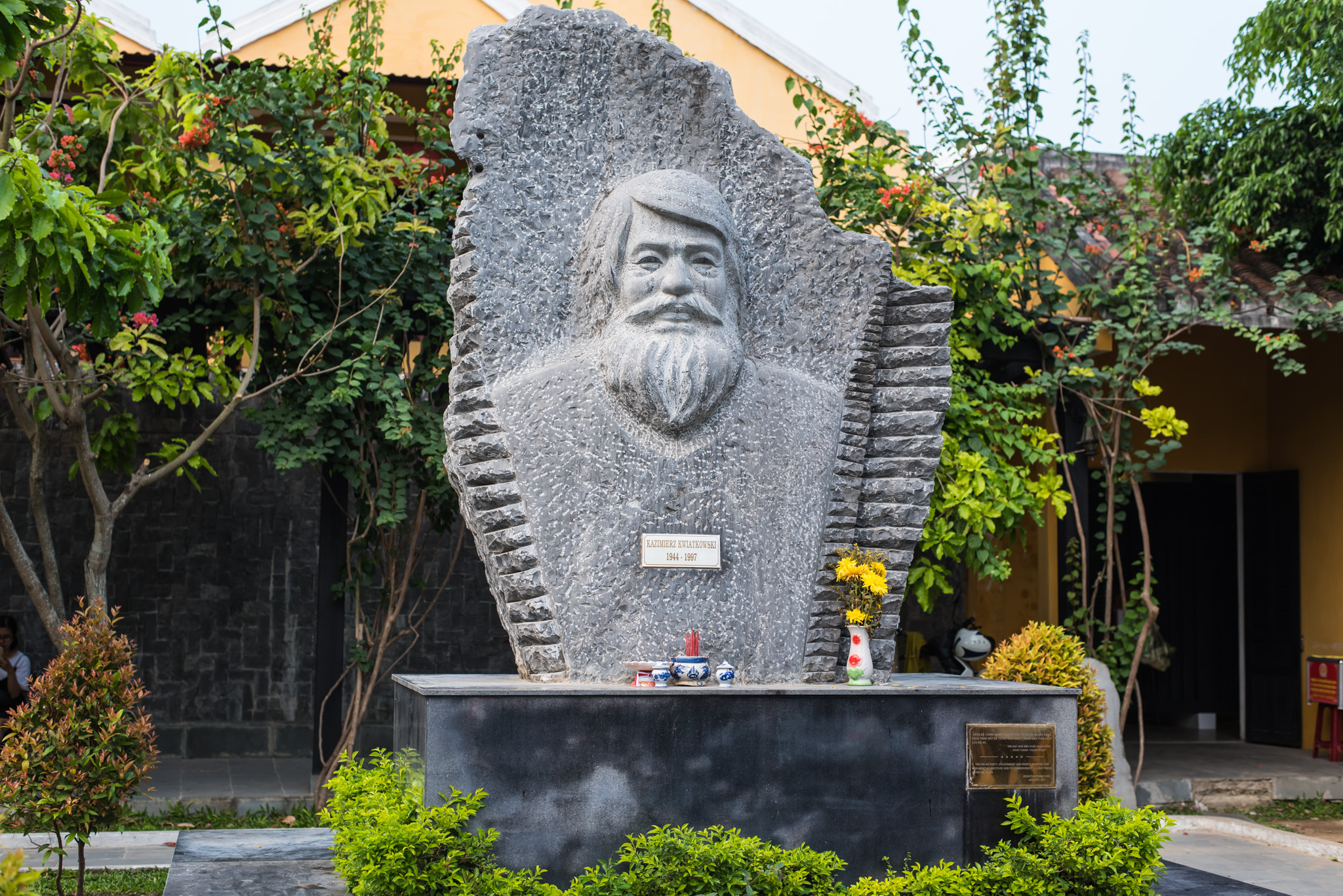
Monumento do arquiteto polonês Kazimierz Kwiatkowski em Hoi An, Vietnã.

O Estádio da Década tem sido chamado de centro da comunidade vietnamita-polonesa. A comunidade vietnamita também é atendida por várias organizações não governamentais, administradas pela própria comunidade.
A Vietnamese-Polish Friendship High School em Hanói foi batizada em homenagem ao relacionamento entre o Vietnã e a Polônia, e a Polônia doou equipamentos para a escola várias vezes. Também em Hanói, a Marie Curie High School foi batizada em homenagem à famosa cientista polonesa (Marie Curie). Há também uma estátua de Kazimierz Kwiatkowski na cidade de Hội An.

## Visitas de Estado

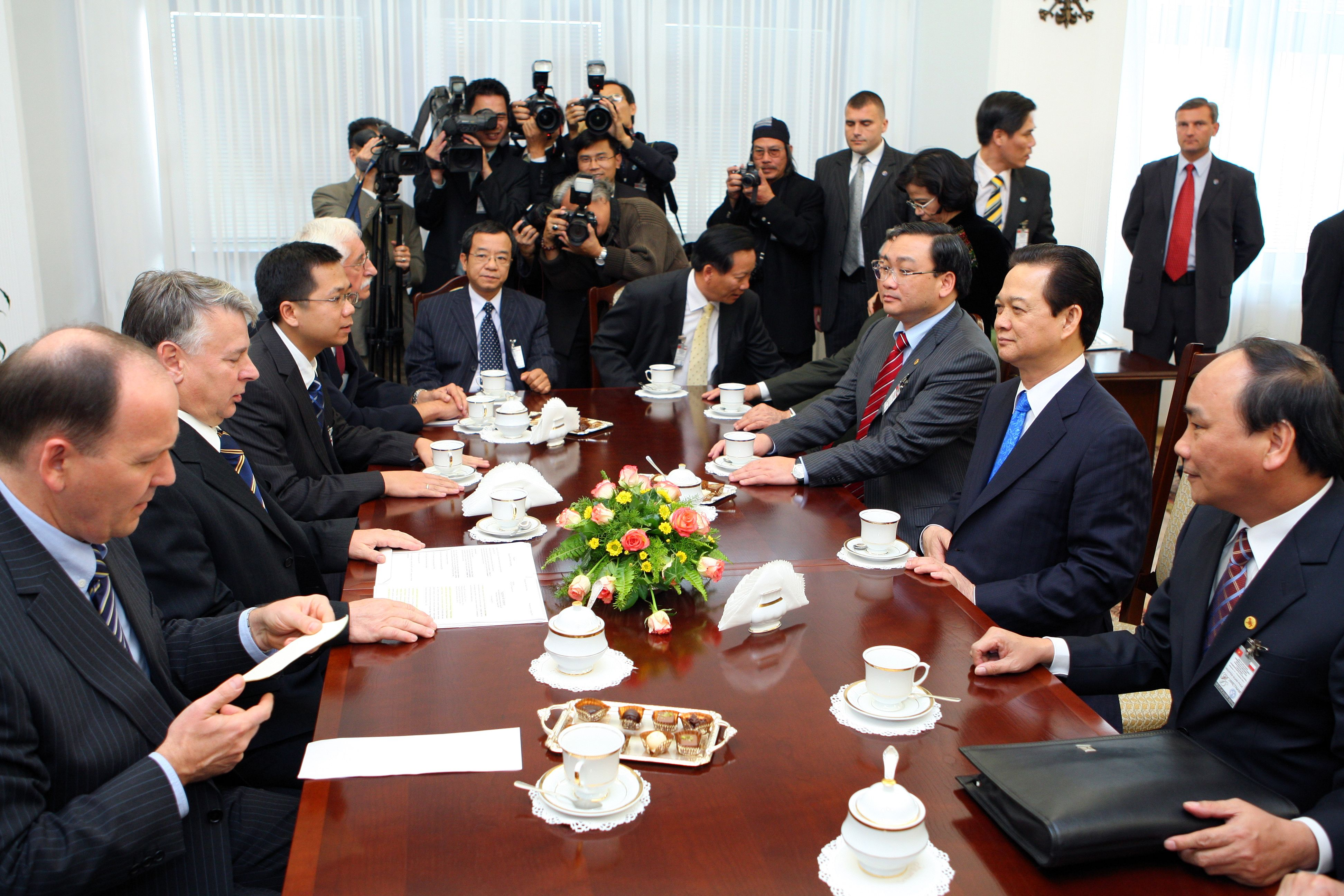
Visita do primeiro-ministro vietnamita Nguyễn Tấn Dũng ao Senado da Polônia em 2007.

### Visitas da Polônia ao Vietnã[31]
- Presidente da Polônia, Aleksander Kwaśniewski, em 1999
- Primeiro-ministro da Polônia, Marek Belka, em 2005
- Presidente da Polônia, Andrzej Duda, em 2017[32]

### Visitas do Vietnã à Polônia[31]
- Primeiro-ministro do Vietnã em 1997
- Presidente do Vietnã em 2003
- Primeiro-ministro do Vietnã em 2007

## Contribuições e assistência ao desenvolvimento
Kazimierz Kwiatkowski contribuiu imensamente para a restauração da cidade histórica de Hoi An, do Santuário de Mi-sön e do Complexo de Monumentos Huế. Suas contribuições fizeram com que os três locais fossem reconhecidos como Patrimônio Mundial pela UNESCO, tornando Hoi An uma das atrações turísticas mais populares do mundo.
Em 2015, a Polônia se ofereceu para emprestar 250 milhões de euros ao Vietnã como forma de assistência oficial ao desenvolvimento. O acordo de cooperação financeira foi finalmente assinado entre os dois países em 2017. No mesmo ano, o Adamed Group fez o maior investimento polonês direto no Vietnã ao adquirir o controle acionário da Davipharm Co.

## Migração

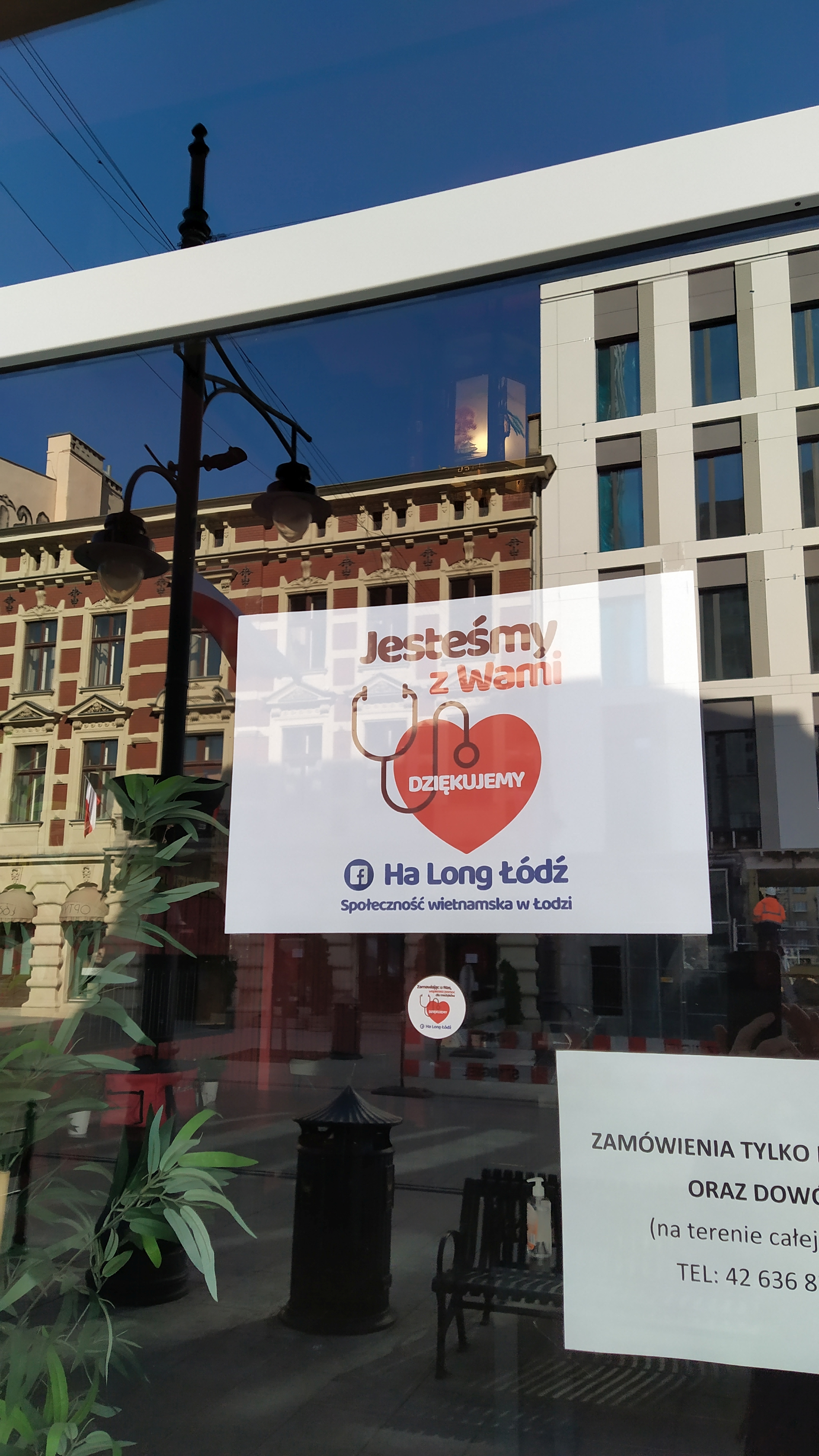
Minoria vietnamita em Łódź agradece aos médicos poloneses durante a pandemia de COVID-19.

Houve uma migração significativa de vietnamitas para a Polônia, estimada entre 30.000 e 40.000 pessoas, formando a maior comunidade de migrantes não europeus na Polônia.
Após a transição polonesa para uma economia capitalista em 1990 e as reformas do Vietnã em 1986, a Polônia se tornou um destino de imigração mais atraente para o povo vietnamita, em especial para os pequenos empresários; isso desencadeou uma segunda e maior onda de imigrantes vietnamitas na Polônia. Muitos começaram como vendedores em mercados ao ar livre no Estádio da Década, vendendo roupas ou alimentos baratos; em 2005, havia entre 1.100 e 1.200 barracas de propriedade de vietnamitas na área. Em 2002, em Varsóvia, havia cerca de 500 restaurantes vietnamitas, a maioria servindo fast food.

## Livros e artigos
- Karnow, Stanley Vietnam: A History, New York: Viking, 1983, ISBN 0670746045
- Gnoinska, Margaret "Poland and Vietnam, 1963: New Evidence on Secret Communist Diplomacy and the "Maneli Affair"" páginas 2-83 de Cold War International History Project, Março 2005
- Thakur, Ramesh "Peacekeeping and Foreign Policy: Canada, India and the International Commission in Vietnam, 1954-1965" páginas 125-153 do British Journal of International Studies Volume 6, 2ª Edição, Julho de 1980

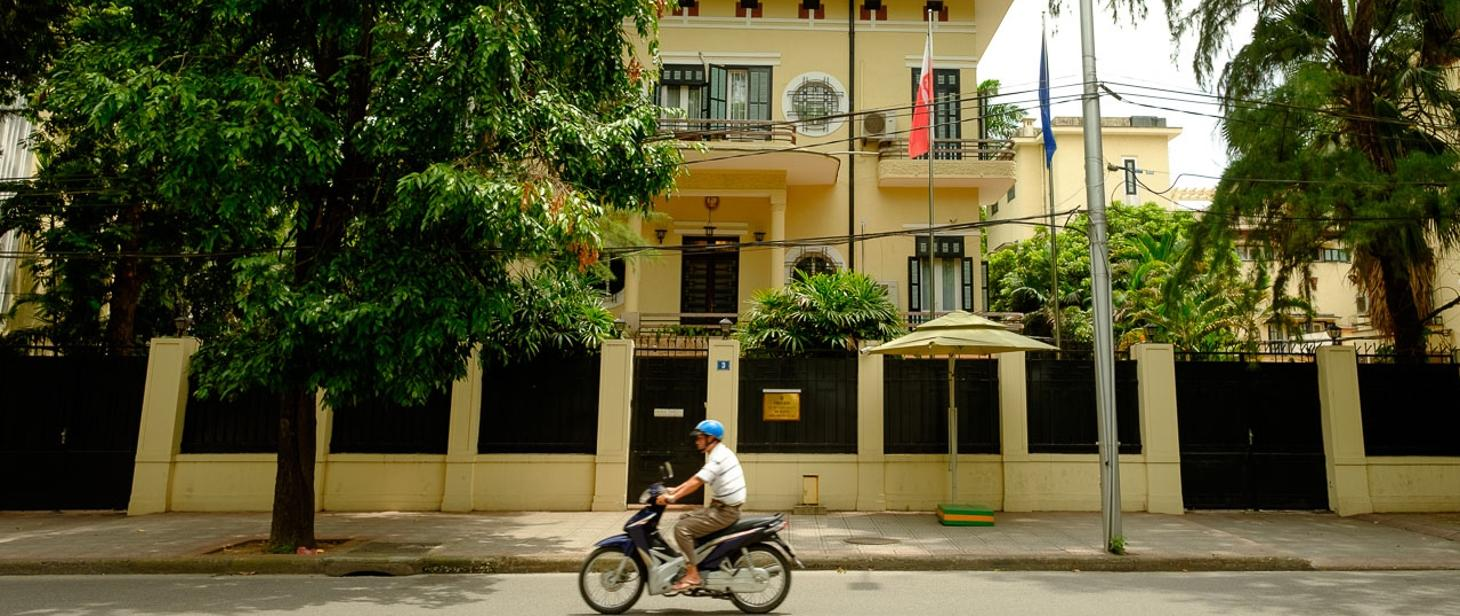
Embaixada da Polônia em Hanói
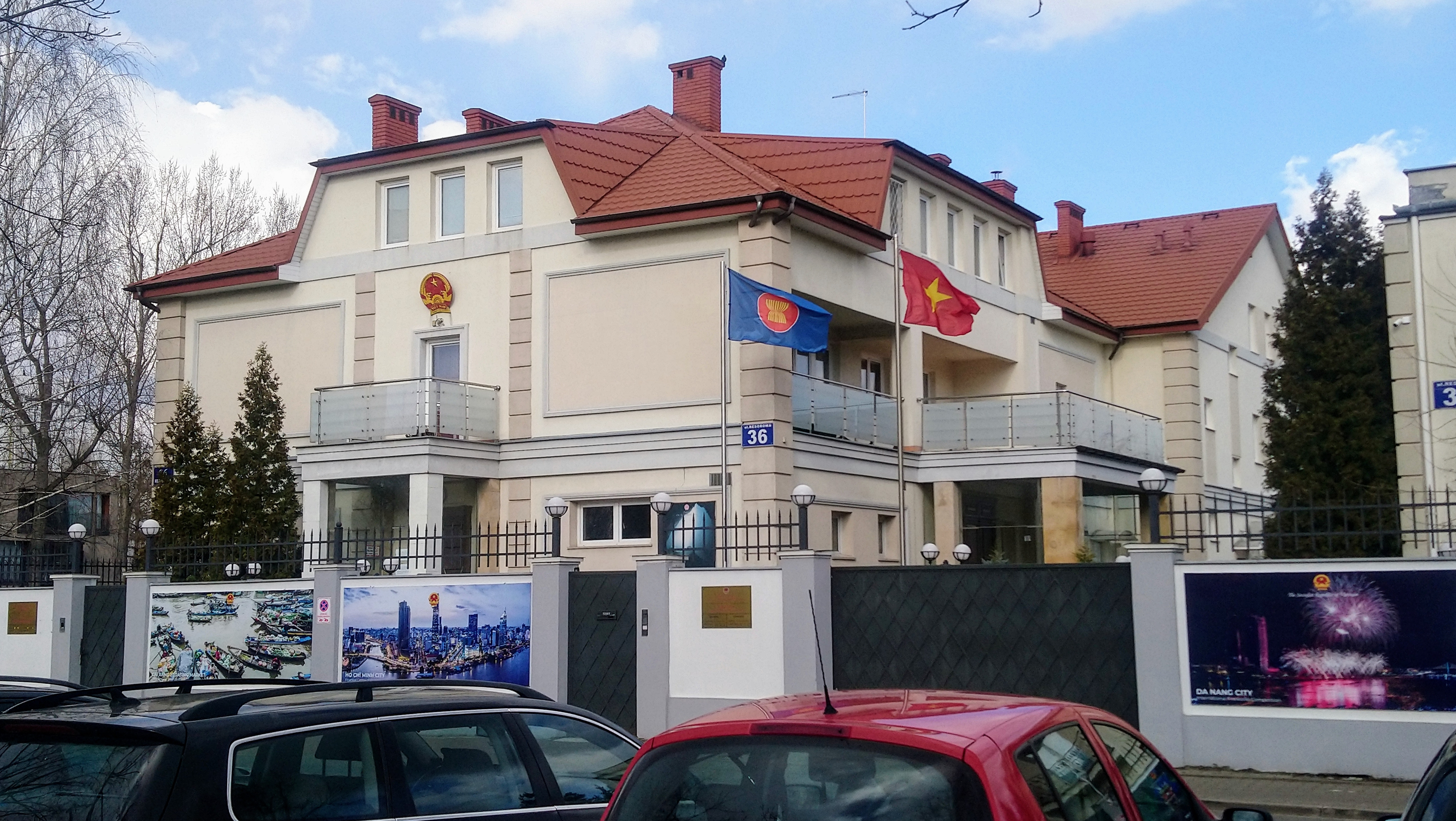
Embaixada do Vietnã em Varsóvia